# Bahnhof Höxter-Ottbergen
Der Bahnhof Höxter-Ottbergen (bis 2019 Ottbergen) ist ein regionaler Bahnknotenpunkt im Ortsteil Ottbergen der Stadt Höxter in Nordrhein-Westfalen. Der Bahnhof liegt an der Bahnstrecke Altenbeken–Kreiensen, die in Richtung Altenbeken zweigleisig und in Richtung Kreiensen eingleisig ist. Außerdem zweigt in Ottbergen die Bahnstrecke Ottbergen–Northeim (Sollingbahn) ab.

## Geschichte
Während der 1930er Jahre lag der Bahnhof Ottbergen an der am stärksten belasteten Strecke zwischen Sachsen und dem Ruhrgebiet. Im Gegensatz zum Güterverkehr hielt sich der Personenverkehr hier in Grenzen.
Das ehemalige Bahnhofsgebäude wurde abgerissen. Der Bahnhof wurde bis Dezember 2015 komplett umgebaut und barrierefrei eingerichtet. Dabei wurde der Bahnsteig an Gleis 2 neu gebaut, alle drei Bahnsteige auf 76 cm erhöht und mit einem Wegeleitsystem versehen, neue Schutzhäuschen errichtet, die Treppen und Überwege neu gebaut.
Beim Umbau entfielen der Inselbahnsteig an den Gleisen 2 und 3 und der Zwischenbahnsteig am damaligen Gleis 52. Im südlichen Bahnhofsteil ist nur noch ein durchgehendes Gleis vorhanden, jetzt Gleis 11, früher 51, das auch nur von Zügen nach oder aus Bodenfelde benutzt werden kann.
Außerdem wurde eine so genannte Beifahranlage gebaut, die das Flügeln und Kuppeln der Triebwagen am gleichen Bahnsteig ermöglicht. Damit können die Regionalbahnen der Linie RB84/85 seit dem 13. Dezember 2015 im Verbund fahren und das Umsteigen in Ottbergen überflüssig machen. Die Kosten betrugen 2,8 Millionen Euro.
Zum Fahrplanwechsel 2019/2020 am 15. Dezember 2019 wurde der Bahnhof von Ottbergen in Höxter-Ottbergen umbenannt.

## Lage
Der Bahnhof liegt in Insellage zwischen der nördlichen Strecke Altenbeken–Kreiensen und der südlich gelegenen Strecke Ottbergen–Northeim.
Der Zugang erfolgt heute von der Südseite über eine Treppen- und Rampenanlage ebenerdig über Gleis 11. Auch der Bahnsteig an Gleis 2 wird nur über das Gleis erreicht.
Der gesamte Bahnhof wird von der Bahnhofstraße in Nord-Süd-Richtung unterquert.

## Bahnbetriebswerk
1878 wurde in Ottbergen eine kleine Lokstation eingerichtet. Ein regelrechter Aufschwung begann 1878 mit der Eröffnung der Sollingbahn von Ottbergen über Bodenfelde bis Northeim und weiter nach Nordhausen. Die Zunahme vor allem des Güterverkehrs zwischen den Ballungsräumen an der Ruhr im Westen und Nordhausen/Halle/Leipzig im Osten erforderte eine stetige Erweiterung des Bahnbetriebswerkes, dessen Lokschuppen bis 1895 auf 15 Stände erweitert war. 1932 wurde die 16-Meter-Drehscheibe gegen eine 20,5-Meter-Drehscheibe getauscht. Für die Bekohlung waren kleine Kräne mit Hunten vorhanden.
Schon im Ersten Weltkrieg hatte das Bw Ottbergen neben planmäßigen Personen- und Güterzügen, viele Militärtransporte zu bewältigen. Um 1918 kamen schließlich G 12er in den Einsatz, um den Durchgangsverkehr auf der Südharz- und Weser-Solling-Bahn zu vereinfachen. Aufgrund der starken Steigungen des Weserberglandes waren zusätzliche Zug- bzw. Schiebeloks nötig, wodurch Missstände entstanden. Dieses Problem lösten die G 12er zumindest bis Anfang der 1930er Jahre, als die Zuglasten bedeutend anstiegen. Ab Ende 1936 wurden auch die G 12er als Lok-Verstärkung nötig. Später fuhren sie nur noch als Nahgüterzüge.
Die ersten acht Lokomotiven der Baureihe 44 (Betriebsnummern 44 013 – 44 020) fanden hier zwischen dem 28. Juli 1936 und dem 24. August 1937 ihr viertes Betriebswerk und prägten fast 39 Jahre lang, bis in die 1970er Jahre, den Güterverkehr von Nordhausen bis Soest. Sie lösten unter anderem die G 12er ab. Ein 16-tägiger Umlaufplan ließ die Loks rund um die Uhr, an sieben Tagen die Woche fahren. Auf diesem Plan standen täglich acht Koks-Züge für die Leunawerke. Eine Mannschaft aus 19 Heizern und Lokführern stand dafür zur Verfügung, wobei jede einzelne Lok planmäßig immer von den gleichen Menschen gefahren wurde. Durch dieses Titularsystem kannte das Personal jedes kleinste Detail seiner Lok und sorgte für das einwandfreie Funktionieren.
Die Lok 24 055 kam am 24. Dezember 1940 aus dem Bw Frankenberg (Eder) und wurde bis zum 17. Dezember 1943 an Personenzügen eingesetzt, ehe sie an das Bw Scherfede abgegeben wurde.
Der intensive Güterverkehr wurde durch die Teilung Deutschlands deutlich gemindert. Ende der 1960er Jahre zog die Betriebsdirektion Hannover alle verbliebenen 44er in Ottbergen zusammen. Es waren zeitweise bis zu 45 betriebsfähige Maschinen dort beheimatet. Nachdem der Zugbetrieb auf der Strecke Lehrte–Braunschweig–Helmstedt ebenfalls elektrifiziert war, endete am 29. Mai 1976 mit der Schließung des Bw Ottbergen der Dampflokbetrieb. Einige Zeit wurden dort noch Lokomotiven verschrottet. Der Ringlokschuppen ist erhalten, die Drehscheibe entfernt.

## Betriebliche Anlagen

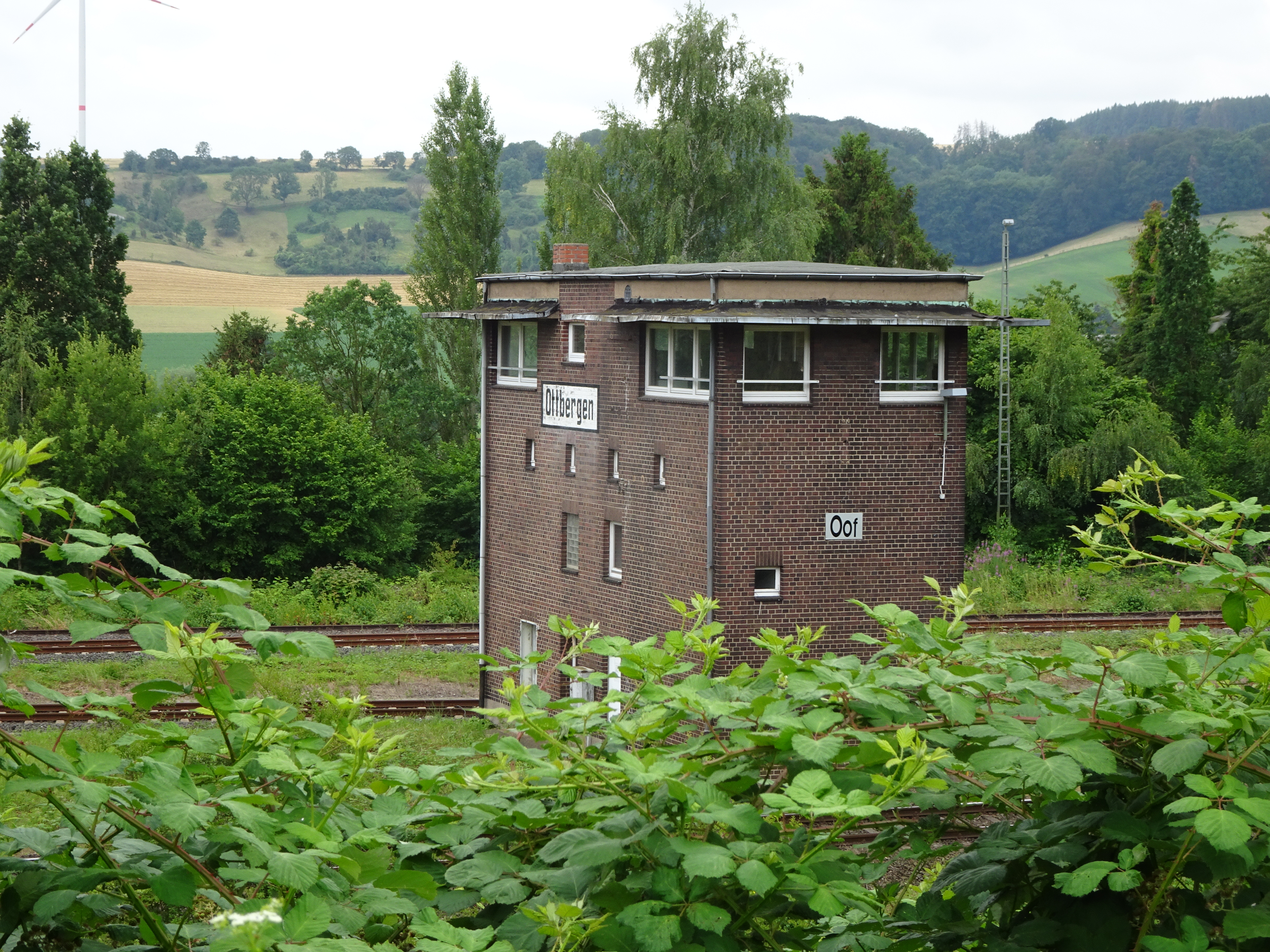
Das stillgelegt mechanische Stellwerk (Oof)

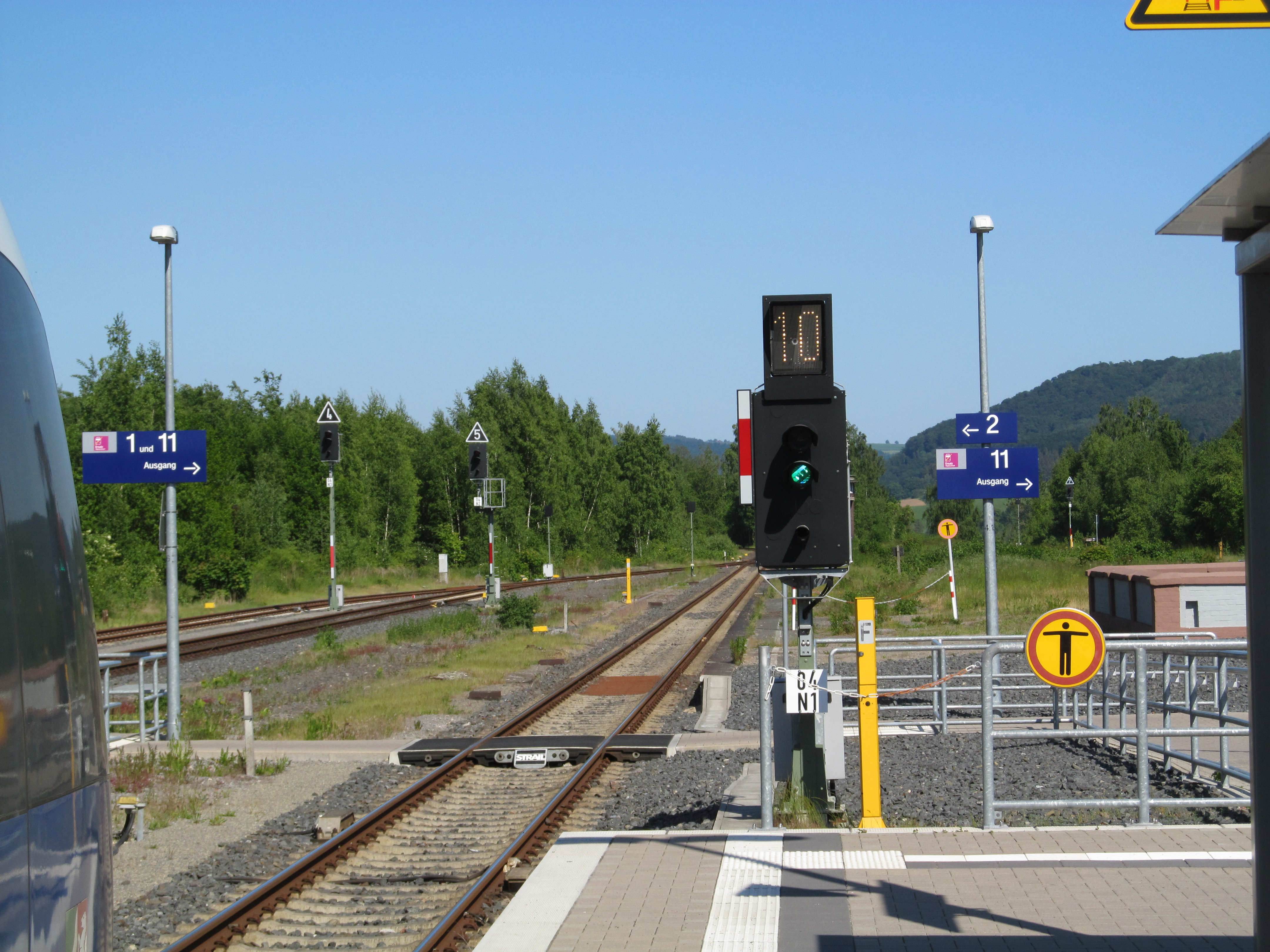
Bombardier Talent der NordWestBahn (links), Ks-Signal (rechts)

Bis 2008 wurden die Bahnanlagen durch zwei elektromechanische Stellwerke lokal gesteuert. Seit Oktober 2008 ist ein Elektronisches Stellwerk mit Ks-Signalen in Betrieb, das von Göttingen aus ferngesteuert wird.

## Bedienung
Für den gesamten öffentlichen Personennahverkehr gilt der „Hochstift-Tarif“ des Nahverkehrsverbundes Paderborn-Höxter, welcher zum 1. August 2017 durch den Westfalentarif abgelöst wurde, und tarifraumüberschreitend der NRW-Tarif.
Der Bahnhof Ottbergen wird derzeit von zwei Regionalbahnlinien bedient, die seit Dezember 2015 ab hier geflügelt werden. Ein Ast verkehrt zwischen Paderborn und Holzminden, der andere fährt in Richtung Göttingen.
| Linie    | Linienbezeichnung/Linienverlauf | Takt                                                                                          |
| -------- | --- | --------------------------------------------------------------------------------------------- |
| RB 84/85 | Egge-Bahn (RB84)/Oberweserbahn (RB85): Paderborn Hbf – Altenbeken – Bad Driburg (Westf) – Brakel (Höxter) – Höxter-Ottbergen (Zugteilung) Linie RB 84: – Höxter-Godelheim – Höxter Rathaus – Höxter-Lüchtringen – Holzminden – Stadtoldendorf – Kreiensen Linie RB 85: – Beverungen-Wehrden – Lauenförde-Beverungen – Bad Karlshafen – Bodenfelde – Vernawahlshausen – Offensen (Kr North) – Adelebsen – Lödingsen – Lenglern – Göttingen (RB85) Stand: Fahrplanwechsel Dezember 2023 | 60 min 120 min (Holzminden–Kreiensen) 120 min (Ottbergen–Göttingen an Wochenenden/Feiertagen) |

Die RB 84 wird von der NordWestBahn (NWB), die RB 85 wurde bis 2013 von der DB Regio bedient.
Ein Zugpaar fuhr bis 2013 in der Woche auch ab Bodenfelde nach Nordhausen über Northeim (Han).
Im Dezember 2013 hat die NordWestBahn auch die Regionalbahnlinie 85 übernommen und sollte dann durchgängige Verbindungen von Paderborn bis Kreiensen und Göttingen anbieten. Aus technischen Gründen war das nicht sofort möglich. Die Regionalbahnlinien 84 und 85 sind zwischen Paderborn und Ottbergen vereint. Die Flügelung nach Kreiensen und Göttingen wird seit dem 13. Dezember 2015 durchgeführt.

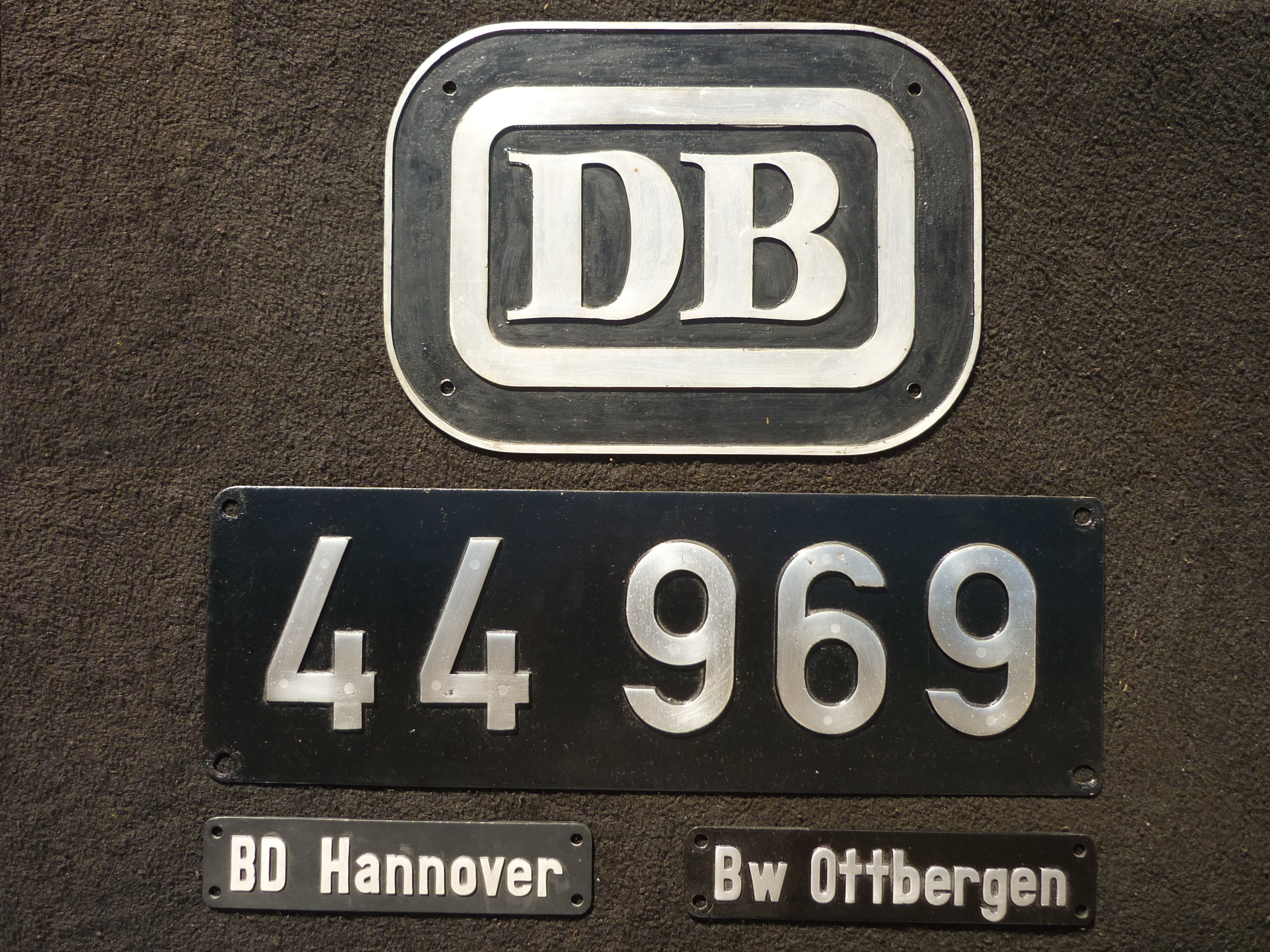
Lokschild von 44 969, letzte Beheimatung war in der Bahndirektion Hannover das Bahnbetriebswerk Ottbergen

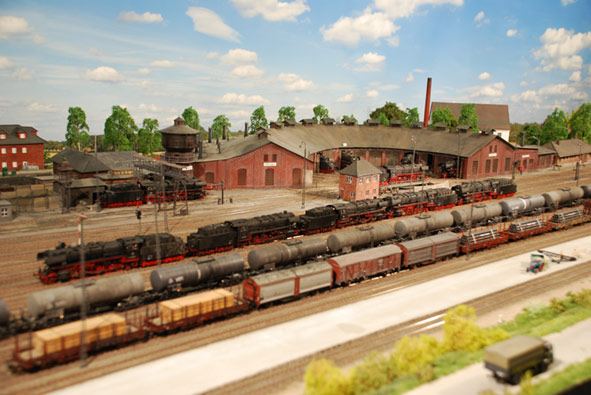
Lokschuppen Ottbergen bei der Modellbundesbahn

Busse fahren vom Bahnhof Höxter-Ottbergen in die Richtungen Brakel, Höxter, Bruchhausen und Bosseborn.

## Sonstiges
Bei der Modellbundesbahn in Brakel gehört der Bahnhof neben dem von Bad Driburg zu den zentralen Motiven.
Vom Modellbauartikel-Hersteller Kibri gibt es Nachbildungen des Ringlokschuppens, des Stellwerks Om und Wasserturms als Bausatz-Modelle für Spur H0. Das Stellwerk Om gibt es auch als Bausatz von der Firma Vollmer. Ein Kleinserien-Hersteller bietet, ebenfalls in Spur H0, diverse weitere Gebäude als Lasercut-Modelle an.